# (33002) Everest
(33002) Everest est un astéroïde de la ceinture principale.

## Description
(33002) Everest est un astéroïde de la ceinture principale. Il fut découvert le 17 février 1997 à Colleverde par Vincenzo Silvano Casulli. Il présente une orbite caractérisée par un demi-grand axe de 3,00 UA, une excentricité de 0,11 et une inclinaison de 5,2° par rapport à l'écliptique.